# سام بی ویلیامز
سام بی ویلیامز (انگلیسی: Sam B. Williams; ۷ مهٔ ۱۹۲۱ – ۲۲ ژوئن ۲۰۰۹) مخترع، و مهندس اهل ایالات متحده آمریکا بود.
وی همچنین برندهٔ جوایزی همچون مدال ملی فناوری و نوآوری شده‌است.